# Гэнтоку
Гэнтоку (яп. 元徳 гэнтоку) — девиз правления (нэнго) японского императора Го-Дайго, использовавшийся с 1329 по 1331 год .

## Продолжительность
Начало и конец эры:
- Начало: 29-й день 8-й луны 4-го года Каряку (по юлианскому календарю — 22 сентября 1329);
- Конец:
  - 9-й день 8-й луны 3-го года Гэнтоку (по юлианскому календарю — 11 сентября 1331), по летоисчислению Южной ветви императорской семьи (Дайкакудзито);
  - 28-й день 4-й луны 2-го года Гэнко или 4-го года Гэнтоку (по юлианскому календарю — 23 мая 1332), по летоисчислению Северной ветви императорской семьи (Дзимёинто).

## Происхождение
Название нэнго было заимствовано из древнекитайского сочинения Книга Перемен:「乾元亨利貞」.

## События
даты по юлианскому календарю
- 27 марта 1330 года (8-й день 3-й луны 2-го года Гэнтоку) — император посетил храмы Тодай-дзи и Кофуку-дзи в Наре[5];

## Сравнительная таблица
Ниже представлена таблица соответствия японского традиционного и европейского летосчисления. В скобках к номеру года японской эры указано название соответствующего года из 60-летнего цикла китайской системы гань-чжи. Японские месяцы традиционно названы лунами.
| 1-й год Гэнтоку (Земляная Змея)        | 1-я луна       | 2-я луна*  | 3-я луна | 4-я луна* | 5-я луна  | 6-я луна* | 7-я луна*              | 8-я луна   | 9-я луна*   | 10-я луна  | 11-я луна* | 12-я луна  |               |
| -------------------------------------- | -------------- | ---------- | -------- | --------- | --------- | --------- | ---------------------- | ---------- | ----------- | ---------- | ---------- | ---------- | ------------- |
| Юлианский календарь                    | 31 января 1329 | 2 марта    | 31 марта | 30 апреля | 29 мая    | 28 июня   | 27 июля                | 25 августа | 24 сентября | 23 октября | 22 ноября  | 21 декабря |               |
| 2-й год Гэнтоку (Металлическая Лошадь) | 1-я луна       | 2-я луна*  | 3-я луна | 4-я луна  | 5-я луна* | 6-я луна  | 6-я луна* (високосная) | 7-я луна*  | 8-я луна    | 9-я луна*  | 10-я луна  | 11-я луна* | 12-я луна     |
| Юлианский календарь                    | 20 января 1330 | 19 февраля | 20 марта | 19 апреля | 19 мая    | 17 июня   | 17 июля                | 15 августа | 13 сентября | 13 октября | 11 ноября  | 11 декабря | 9 января 1331 |
| 3-й год Гэнтоку (Металлическая Коза)   | 1-я луна       | 2-я луна*  | 3-я луна | 4-я луна* | 5-я луна  | 6-я луна  | 7-я луна*              | 8-я луна   | 9-я луна*   | 10-я луна* | 11-я луна  | 12-я луна* |               |
| 1-й год Гэнко                          | 1-я луна       | 2-я луна*  | 3-я луна | 4-я луна* | 5-я луна  | 6-я луна  | 7-я луна*              | 8-я луна   | 9-я луна*   | 10-я луна* | 11-я луна  | 12-я луна* |               |
| Юлианский календарь                    | 8 февраля 1331 | 10 марта   | 8 апреля | 8 мая     | 6 июня    | 6 июля    | 5 августа              | 3 сентября | 3 октября   | 1 ноября   | 30 ноября  | 30 декабря |               |
| 4-й год Гэнтоку (Водяная Обезьяна)     | 1-я луна       | 2-я луна*  | 3-я луна | 4-я луна* | 5-я луна  | 6-я луна  | 7-я луна*              | 8-я луна   | 9-я луна*   | 10-я луна  | 11-я луна  | 12-я луна* |               |
| 2-й год Гэнко                          | 1-я луна       | 2-я луна*  | 3-я луна | 4-я луна* | 5-я луна  | 6-я луна  | 7-я луна*              | 8-я луна   | 9-я луна*   | 10-я луна  | 11-я луна  | 12-я луна* |               |
| Юлианский календарь                    | 28 января 1332 | 27 февраля | 27 марта | 26 апреля | 25 мая    | 24 июня   | 24 июля                | 22 августа | 21 сентября | 20 октября | 19 ноября  | 19 декабря |               |

* звёздочкой отмечены короткие месяцы (луны) продолжительностью 29 дней. Остальные месяцы длятся 30 дней.